# Équipe du Costa Rica des moins de 17 ans de football
Maillots
L'équipe du Costa Rica des moins de 17 ans est une sélection de joueurs de moins de 17 ans au début des deux années de compétition placée sous la responsabilité de la Fédération du Costa Rica de football. 
L'équipe a remporté une fois le championnat de la CONCACAF des moins de 17 ans et a atteint à cinq reprises les quarts-de-finale de la Coupe du monde des moins de 17 ans.

## Parcours en Championnat d'Amérique du Nord, centrale et Caraïbe de football des moins de 17 ans
- 1983 : Non inscrit
- 1985 :  Vice-champion
- 1987 :  3e
- 1988 : 1er tour
- 1991 : Non inscrit
- 1992 : 1er tour
- 1994 :  Vainqueur
- 1997 :  3e
- 1999 : 3e du groupe A
- 2001 : 1er du groupe B
- 2003 : 1er du groupe B
- 2005 : 2e du groupe A
- 2007 :1er du groupe B
- 2009 : 2e du groupe B
- 2011 : Quart-de-finale
- 2013 : 1er tour
- 2015 : 2e du groupe finale
- 2017 : 2e di groupe E
- 2019 : Quart-de-finale
- 2023 : Huitième de finale

## Parcours en Coupe du monde des moins de 17 ans
- 1985 : 1er tour
- 1987 : Non qualifié
- 1989 : Non qualifié
- 1991 : Non qualifié
- 1993 : Non qualifié
- 1995 : 1er tour
- 1997 : 1er tour
- 1999 : Non qualifié
- 2001 : Quarts-de-finale
- 2003 : Quarts-de-finale
- 2005 : Quarts-de-finale
- 2007 : Huitième de finale
- 2009 : 1er tour
- 2011 : Non qualifié
- 2013 : Non qualifié
- 2015 : Quarts-de-finale
- 2017 : 1er tour
- 2019 : Non qualifié
- 2023 : Non qualifié

## Palmarès
- Championnat d'Amérique du Nord, centrale et Caraïbe de football des moins de 17 ans
  - Vainqueur en 1994

## Anciens joueurs
- Hernán Medford
- Juan Bautista Esquivel
- Mauricio Solís
- Randall Azofeifa